# Madera a la deriva
Madera a la deriva (título original: Driftwood) es una película británica-irlandesa de drama y suspenso de 1997, dirigida por Ronan O’Leary, que a su vez la escribió junto a Richard M.N. Waring, musicalizada por John Cameron, en la fotografía estuvo Billy Williams y los protagonistas son James Spader, Anne Brochet y Barry McGovern, entre otros. El filme fue producido por Blue Dolphin Film Distribution, Deadwood Limited, Goldcrest Films International y Setanta; se estrenó el 28 de marzo de 1997.

## Sinopsis
En una isla lejana, un hombre aparece medio ahogado en la orilla, tiene amnesia y una lesión en la pierna. La joven Sarah lo salva, pero se enamora de él hasta llegar a la obsesión y lo hace su prisionero, imposibilitando su partida.